# Gwenol
Gwenol (łac. Vinualocus, ur. ?, zm. 3 marca ok. 460 r. w Landévennec) – święty katolicki, opat.
Pochodził ze szlacheckiej rodziny emigrantów z Brytanii. Był trzecim synem Frankana, który powierzył jego wychowanie Budokowi. Na polecenie przełożonego wraz z grupą jedenastu mnichów prowadził działalność apostolską na kontynencie, a następnie w Kornwalii. Przebywał później na wyspie Thopepigia (Tibidy) i w Landévennec, gdzie założył wspólnotę mniszą i został jej pierwszym opatem.
Przypisywano Gwenolowi dokonanie wielu cudów już od dzieciństwa. Jest wzywany przez żony przebywających na morzu marynarzy.
Wspominany był 3 marca i 28 kwietnia.